# Giovanni Giacomo Castiglioni
Giovanni Giacomo Castiglioni (Milano, 1471 circa – Roma, 16 maggio 1513) è stato un arcivescovo cattolico italiano.

## Biografia
Era figlio di Branda Castiglioni, giureconsulto, e di Dorotea Cusani.
Per interessamento del duca di Milano Ludovico il Moro nel 1493 venne eletto arcivescovo di Bari e Canosa. Non si recò subito in quella città, in quanto venne eletto consigliere ducale. Nel 1495, con la venuta in Italia di Carlo VIII, Giovanni Giacomo fu incaricato di accompagnarlo a Napoli. Nel 1496 fu nominato abate commendatario dell'abbazia di Sant'Abbondio di Como.
Dopo la fuga del Moro da Milano nel 1499 ad opera dei francesi, Giovanni Giacomo, fedele a Casa Sforza, nel 1500 fu tra i promotori di una rivolta a Milano, con l'intento di riabilitare il Moro alla guida del ducato. Nel 1495 si ritirò dalla diocesi di Bari. Si adoperò ancora in favore degli Sforza a Roma e presso l'imperatore Massimiliano I d'Asburgo, che lo creò conte di Cussago. Quando Massimiliano Sforza riprese il possesso del ducato di Milano nel 1512, Castiglioni venne inviato a Roma presso papa Giulio II come ambasciatore.
Morì a Roma nel 1513 e venne sepolto nella basilica di Santa Maria del Popolo.